# Isatis allionii
Isatis allionii är en korsblommig växtart som beskrevs av Peter William Ball. Isatis allionii ingår i släktet vejdar, och familjen korsblommiga växter. IUCN kategoriserar arten globalt som otillräckligt studerad. Inga underarter finns listade i Catalogue of Life.